# Neauphle-le-Château
Neauphle-le-Château  est une commune française située dans le département des Yvelines, en région Île-de-France.
Commune périurbaine de l'aire urbaine de Paris, elle est localisée à une quarantaine de kilomètres de Paris et à proximité de la ville de Plaisir.
Construite sur une butte rocheuse, Neauphle-le-Château est située aux confins des plaines agricoles de Montfort-l'Amaury et de Versailles et à l'extrémité Est du Pays d'Yveline.
Ses habitants sont les Neauphléens.

## Géographie

### Localisation
La commune de Neauphle-le-Château se trouve à 20 kilomètres à l'ouest de la préfecture des Yvelines, Versailles et à 20 kilomètres de la sous-préfecture de Rambouillet. Elle est localisée à 40 kilomètres à l'ouest de la cathédrale Notre-Dame de Paris, point zéro des routes de France, et à 31 kilomètres au sud-ouest de la porte d'Auteuil.

### Situation
Construite sur une butte rocheuse, Neauphle-le-Château domine, vers l'ouest, la plaine de Montfort-l'Amaury vers Houdan et se situe à l'extrémité ouest de la plaine de Versailles.

### Hydrographie
La commune se situe au cœur du bassin versant de la Mauldre. Elle n'est toutefois pas traversée par un cours d'eau. Un château d'eau est implanté sur la commune.

### Climat
Pour des articles plus généraux, voir Climat de l'Île-de-France et Climat des Yvelines.
En 2010, le climat de la commune est de type climat océanique dégradé des plaines du Centre et du Nord, selon une étude du CNRS s'appuyant sur une série de données couvrant la période 1971-2000. En 2020, Météo-France publie une typologie des climats de la France métropolitaine dans laquelle la commune est dans une zone de transition entre le climat océanique et le climat océanique altéré et est dans la région climatique  Sud-ouest du bassin Parisien, caractérisée par une faible pluviométrie, notamment au printemps (120 à 150 mm) et un hiver froid (3,5 °C). 
Pour la période 1971-2000, la température annuelle moyenne est de 10,8 °C, avec une amplitude thermique annuelle de 14,7 °C. Le cumul annuel moyen de précipitations est de 684 mm, avec 11 jours de précipitations en janvier et 7,8 jours en juillet. Pour la période 1991-2020, la température moyenne annuelle observée sur la station météorologique la plus proche, située sur la commune de Trappes à 8 km à vol d'oiseau, est de 11,6 °C et le cumul annuel moyen de précipitations est de 686,3 mm,. Pour l'avenir, les paramètres climatiques de la commune estimés pour 2050 selon différents scénarios d'émission de gaz à effet de serre sont consultables sur un site dédié publié par Météo-France en novembre 2022.

## Urbanisme

### Typologie
Au 1er janvier 2024, Neauphle-le-Château est catégorisée ceinture urbaine, selon la nouvelle grille communale de densité à sept niveaux définie par l'Insee en 2022.
Elle appartient à l'unité urbaine de Paris, une agglomération inter-départementale regroupant 407  communes, dont elle est une commune de la banlieue,,. Par ailleurs la commune fait partie de l'aire d'attraction de Paris, dont elle est une commune de la couronne,. Cette aire regroupe 1 929 communes,.

## Transports et voies de communications

### Réseau routier
La commune est desservie par la route nationale 12 à 2x2 voies, et qui permet d'accéder à Paris depuis la RN 118 (porte de Saint-Cloud) et l'A13 (porte d'Auteuil).
- Depuis la RN 12, la commune est accessible par la sortie 13 (D 134 : Neauphle-le-C., Jouars-Pontchartrain, Refuge-Fourrière SPA Sainte-Apolline). La route départementale 134 appelée avenue de la République aboutit à la place Mancest.
- Une importante circulation locale s'effectue également par la route départementale 11 (Saint-Cyr-l'École - Septeuil), qui traverse la ville selon un axe est-ouest en passant par ladite place Mancest, avec Plaisir à l'est et Villiers-Saint-Frédéric et son important carrefour du Pontel à l'ouest.
- Au carrefour dit des Trois Communes, à mi-chemin de la descente vers le Pontel, commence la route départementale 15 dite route de Chevreuse qui mène à Jouars-Pontchartrain jusqu'au hameau des Mousseaux.

### Transports en commun

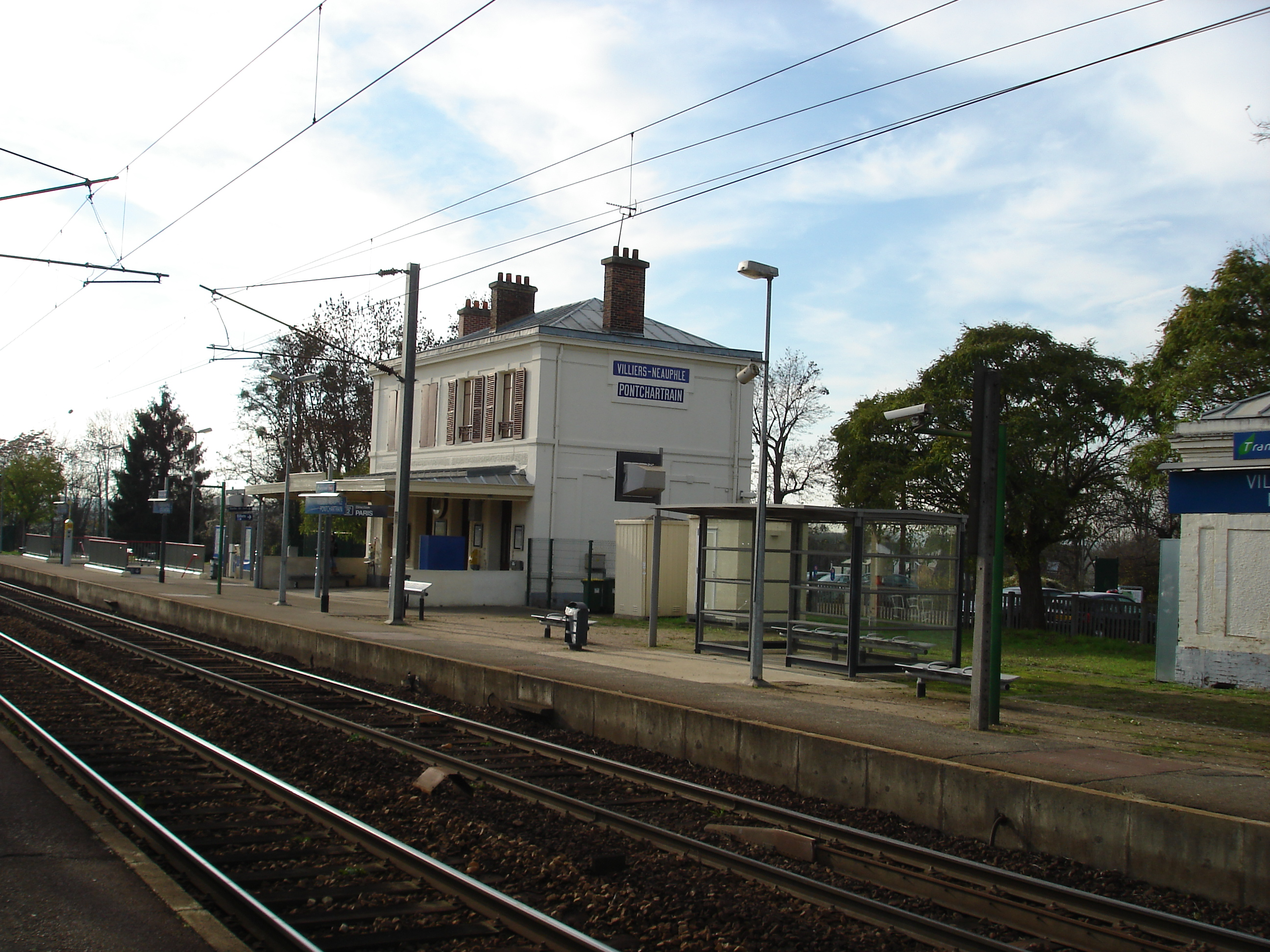
La gare de Villiers - Neauphle - Pontchartrain.
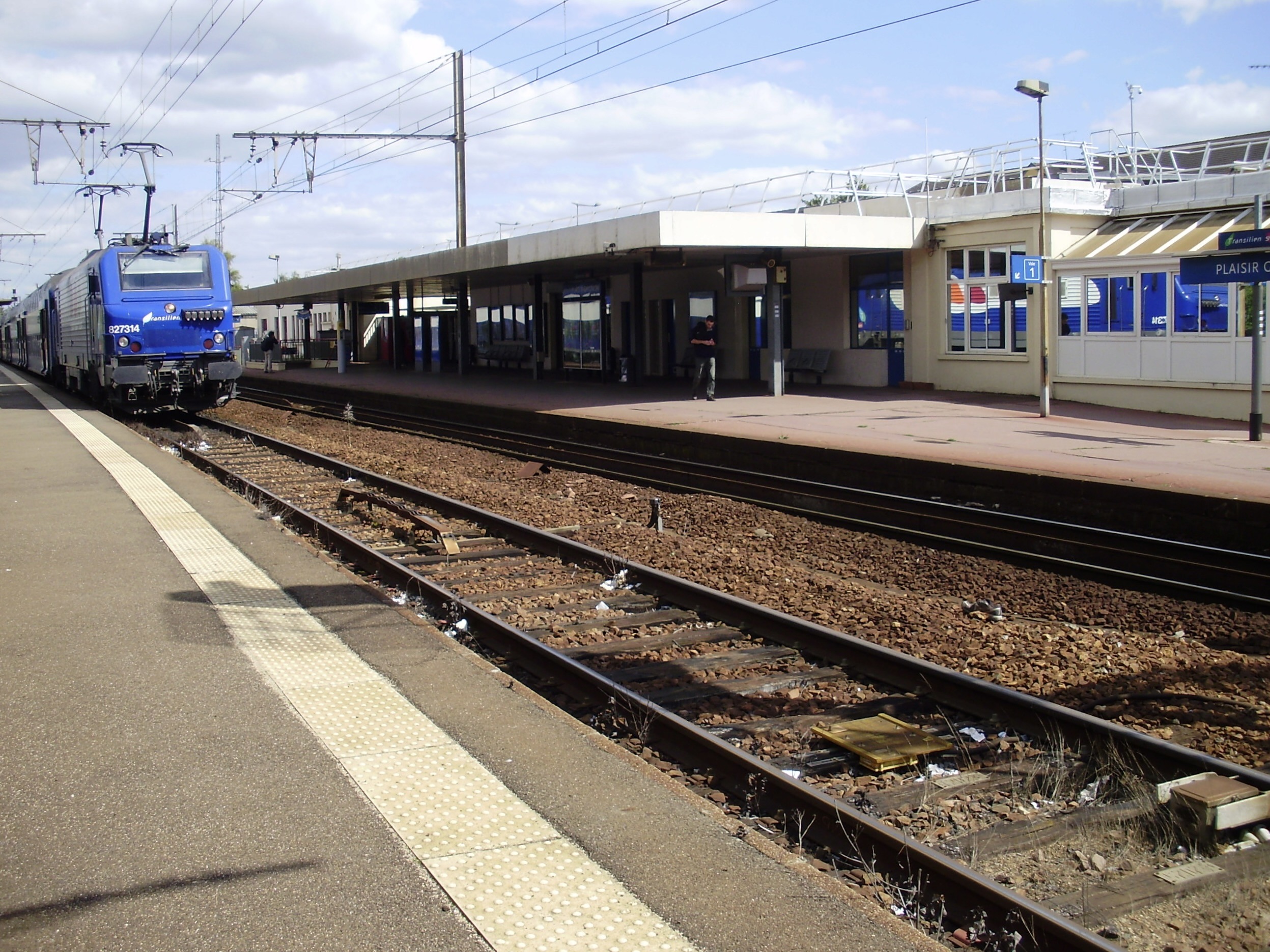
La gare de Plaisir - Grignon.
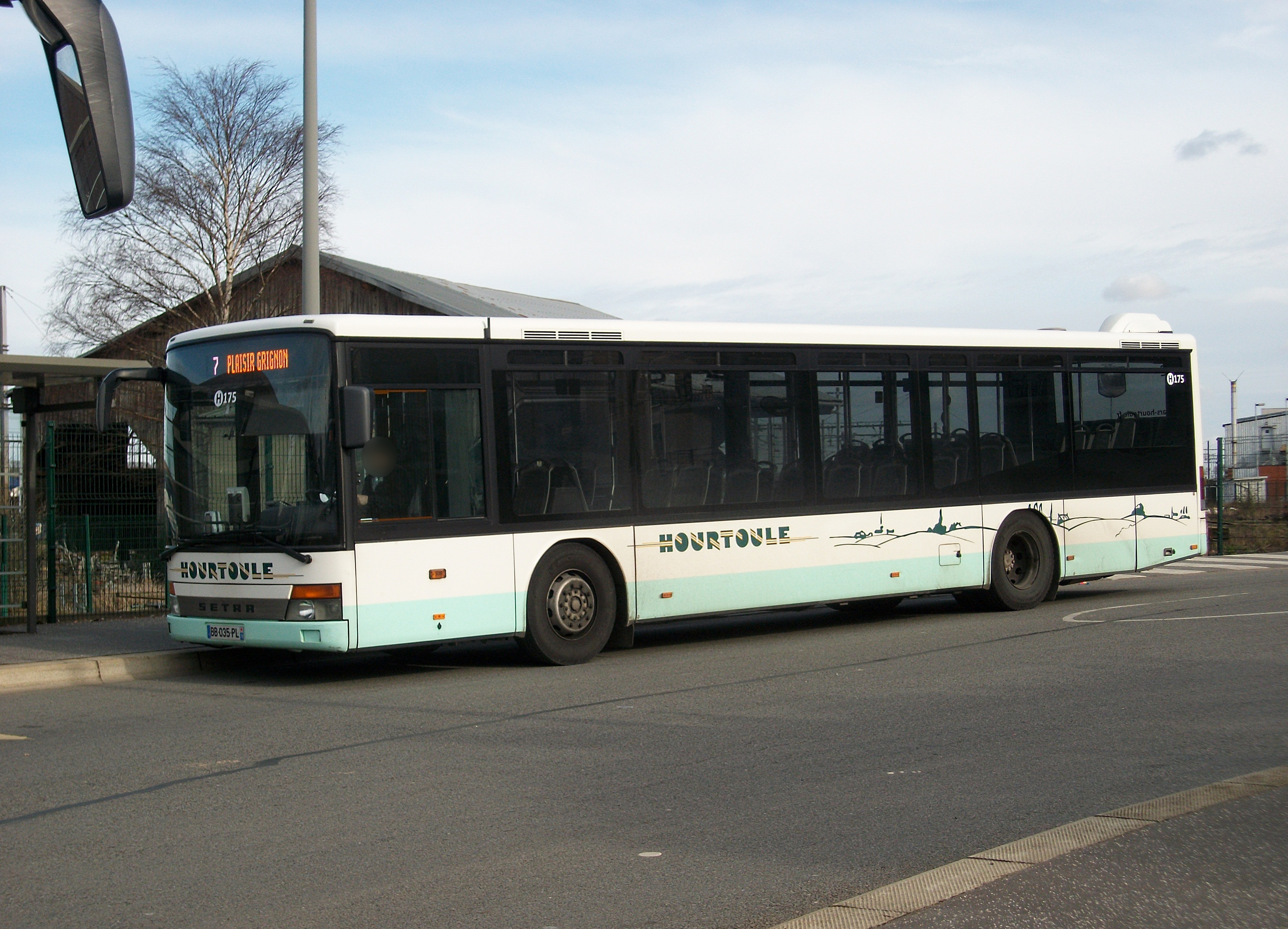
Ligne 7.

#### Desserte ferroviaire
- La gare ferroviaire la plus proche est la gare de Villiers - Neauphle - Pontchartrain, qui est située à 2,5 km de Neauphle-le-Château, sur la commune de Villiers-Saint-Frédéric, sur la ligne   (ligne de Paris à Granville reliant Paris-Montparnasse à Dreux).
- La gare de Plaisir-Grignon, située à 5 km de Neauphle-le-Château, également sur la ligne  , est toutefois mieux desservie par les trains qui effectuent les liaisons entre les gares de Paris-Montparnasse, de Versailles - Chantiers, de Plaisir-Grignon, de Dreux et de Mantes-la-Jolie.

#### Desserte routière
- Le réseau de bus Centre et Sud Yvelines dessert Neauphle-le-Château par les lignes 7 (ligne reliant Plaisir-Grignon à  Jouars-Pontchartrain, B (ligne reliant Neauphle à Beynes), M (ligne reliant Beynes à Montfort-l'Amaury), P (ligne scolaire), Q (ligne scolaire) et V (réunion scolaire).
- Le réseau de bus Île-de-France Ouest avec la 78 (ligne express reliant Saint-Quentin-en-Yvelines à Mantes-la-Jolie).
- La nuit,  le Noctilien dessert la gare de Plaisir-Grignon avec la ligne N160.

## Toponymie

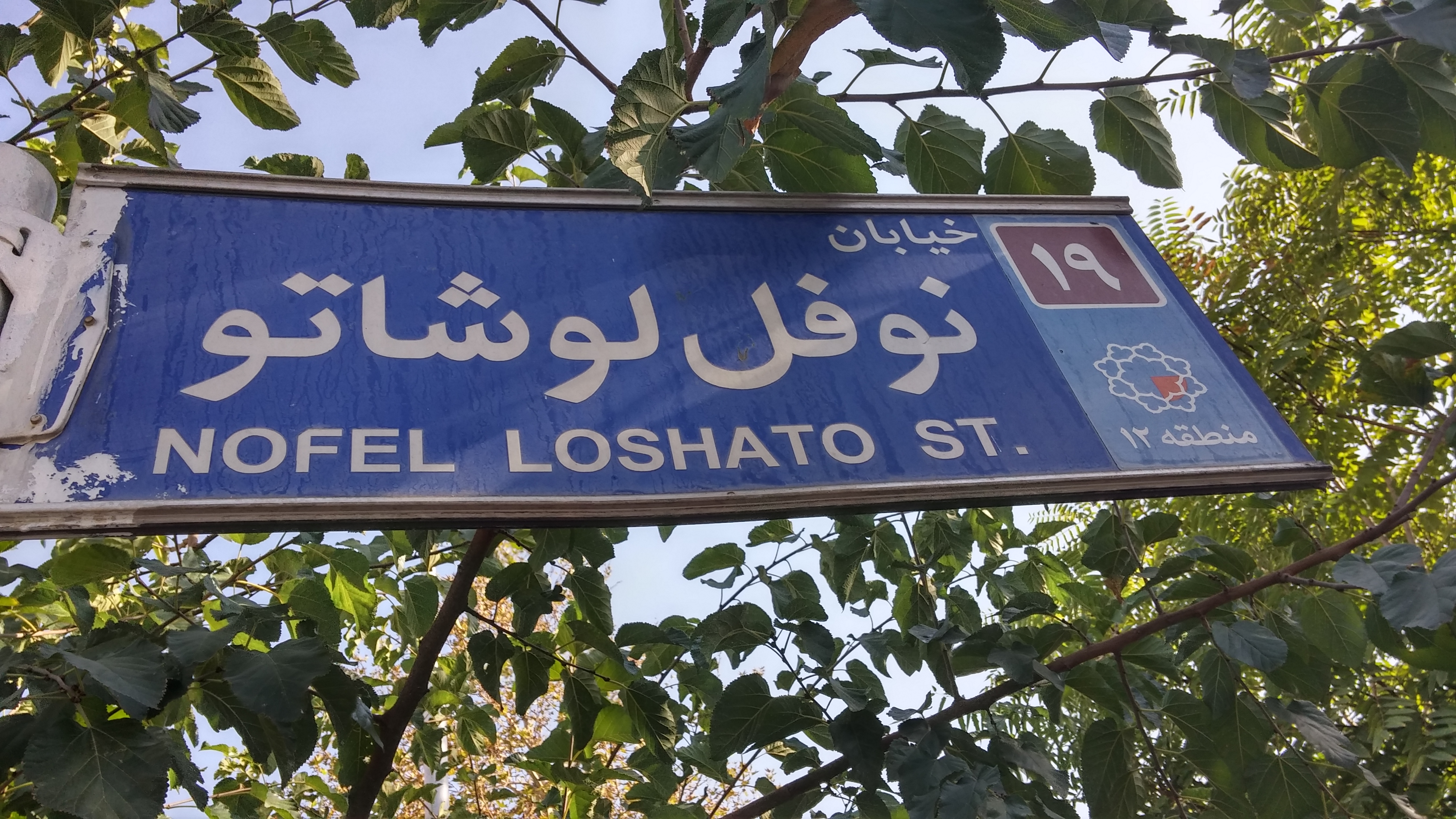
Rue de Neauphle-le-Château à Téhéran.

Le nom de la localité est attesté sous la forme latinisée Niefla castrum en 1118, Neauflejarum castellum en 1225, Nealpha Castri en 1351, Neaufle-le-Perreux.
Neauphle est un type toponymique commun au nord-ouest de la France. Il apparaît sous différentes formes recensées par Albert Dauzat et Charles Rostaing à l'article Neaufles-Saint-Martin : Neauphle (Île-de-France), Neaufles (Eure), Neauphe (Basse-Normandie), Niafles (Mayenne).
Il s'agit d'un composé d'origine germanique, basé sur les éléments *niwi- « neuf, nouveau » (vieux saxon, vieux haut allemand niuwi, vieil anglais nēowe, moyen néerlandais nie(uwe) « neuf, nouveau ») et *alah « temple, sanctuaire », (cf. gotique ahls, vieux haut-allemand alah, moyen haut-allemand alah), d'où un type *Niwialah signifiant « nouveau temple ».
Il se réfère probablement à des lieux de culte de la religion germanique primitive, les Saxons et les Francs étant restés païens lors de leur installation au nord de la Gaule. La localisation de ce type toponymique au nord de la France, uniquement, conforte cette hypothèse. Le même élément *alah se retrouve dans un autre type toponymique répandu : Bouafle, Bouafles (Bodalca 750 ; Bodelfa 1040), Boffles.
Remarque : la graphie hellénisante avec ph permet de distinguer les Neauphle  de l'Île-de-France des Neaufles du département voisin de l’Eure.
Le déterminant complémentaire le-château fait référence au château fort de La Butte à Philippe[source insuffisante], il fut détruit par les Anglais lors de la guerre de Cent Ans.

## Héraldique
| Armes de Neauphle-le-Château | Les armes de Neauphle-le-Château se blasonnent ainsi : parti, au premier d'argent à l'aigle de sable, au second de gueules au lion d'or. |

## Histoire

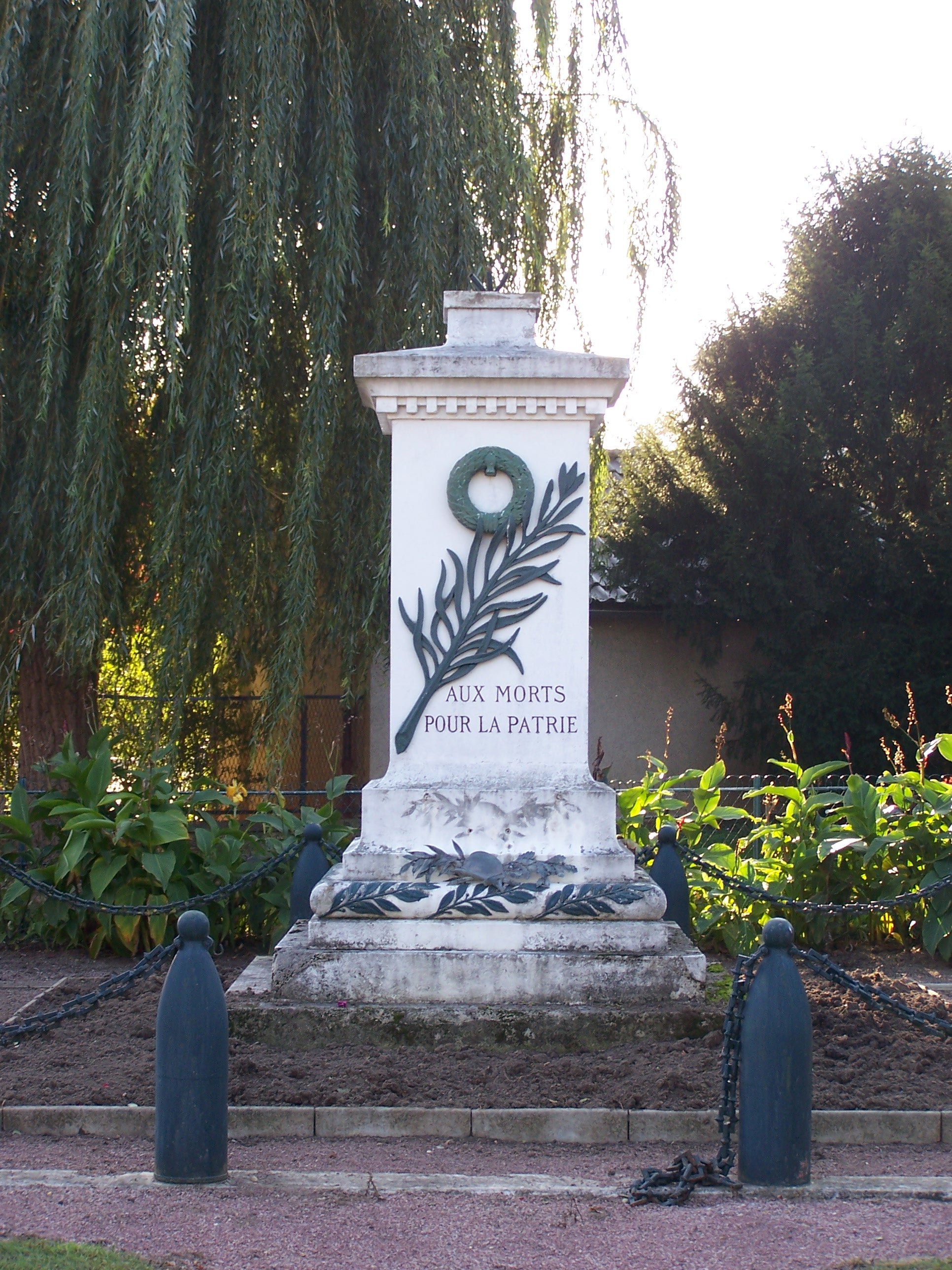
Le monument aux morts.

Le site est occupé pendant la Préhistoire.
Probable emplacement de Divoduro, station citée dans l'itinéraire d'Antonin entre Evreux et Lutèce.
Le château fort, de "La Butte à Philippe", fut détruit par les Anglais lors de la guerre de Cent Ans.
En 1478, la baronnie de Neauphle-le-Château est rattachée au comté de Montfort-l'Amaury - les deux fiefs appartenant au duc de Bretagne -, mais Olivier Le Daim, qui a reçu le comté de Meulan dont relève la baronnie s'y oppose et le rattachement n'est entériné qu'en 1483, après la mort d'Olivier le Daim.
Réunie à la couronne au XVIe siècle, Neauphle-le-Château passe ensuite entre les mains de divers seigneurs (dont Nicolas Potier de Novion en 1682-1693) jusqu'à la Révolution.
Au cours de la Révolution française, la commune porte provisoirement le nom de Neauphle-la-Montagne.

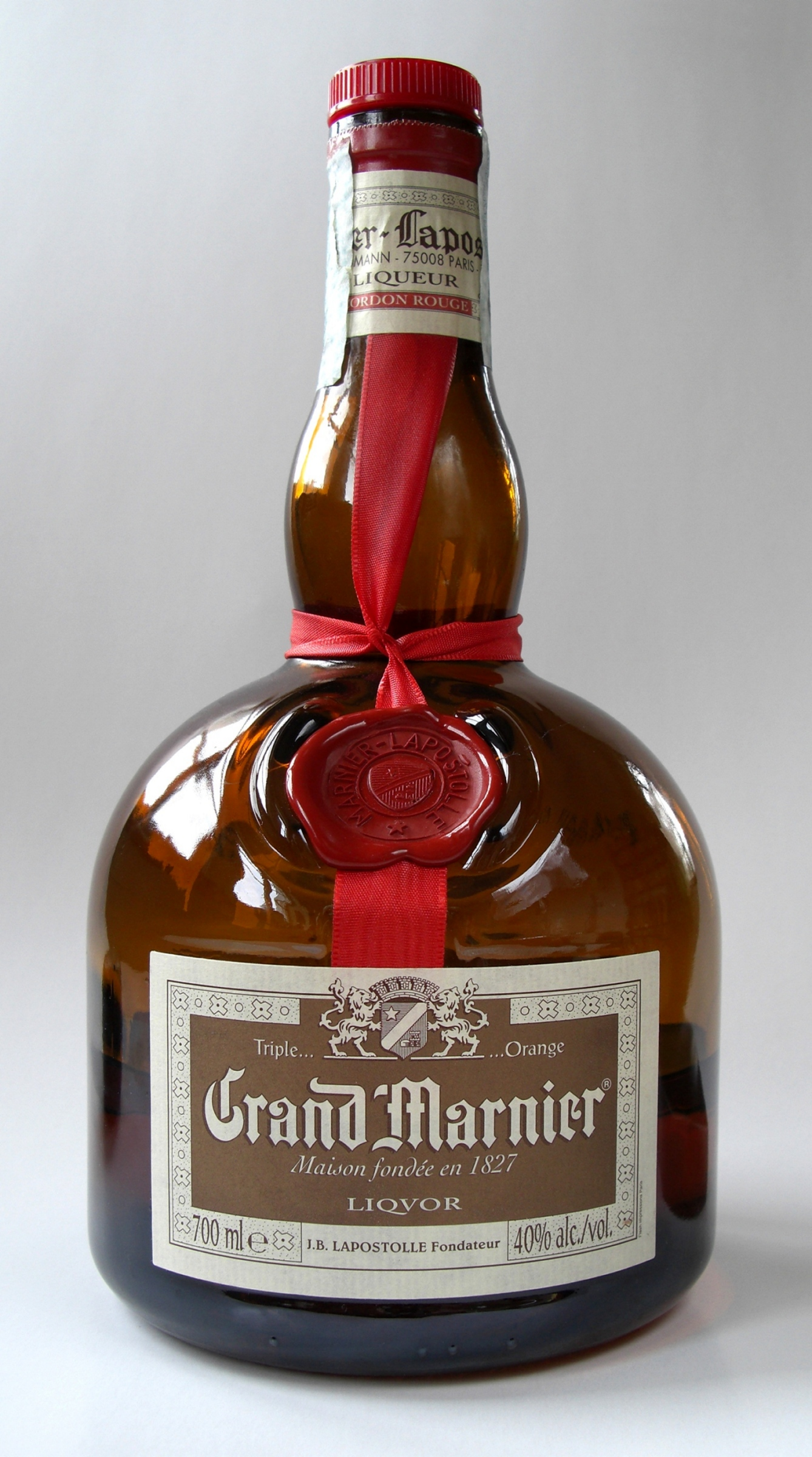
Grand Marnier « Cordon rouge ».

En 1798 : le clocher de l'église est réquisitionné pour l'installation d'un télégraphe Chappe, relais entre le poste des Clayes-sous-Bois et celui de La Queue-les-Yvelines ; le télégraphe sert jusqu'en 1851.
En 1827, Jean-Baptiste Lapostolle fonde une distillerie produisant des liqueurs de fruits, le futur Grand Marnier (1880).
Le 6 octobre 1978, l’ayatollah Khomeini expulsé d’Irak se réfugie en France, et s’installe en exil à Neauphle-le-Château quatre jours plus tard, d'où il rentre en Iran le 1er février 1979. Téhéran a ainsi une rue Neauphle-le-Château (orthographiée خيابان نوفل لوشاتو, et Nofel Loshato street sur les panneaux bilingues de la capitale) où se trouve l’ambassade de France en Iran,. De plus le district de Kahak (en), dans la province de Qom, portait auparavant le nom de Neauphle-le-Château (بخش نوفل لوشاتو, bakhsh Nofel Loshato).
La propriété où Khomeini résidait, route de Chevreuse, a longtemps été clôturée et interdite d'accès et l'habitation est aujourd'hui détruite. Le gouvernement iranien a fait une demande afin de transformer en musée l'ancienne résidence de l'ayatollah Khomeini.
En 2017, lors d'une cérémonie, une plaque commémorative est installée sur le terrain où séjournait Khomeini. Le texte de la plaque commémorative dit : « Le nom de Neauphle-le-Château est enregistré à jamais dans l'histoire des relations franco-iraniennes. Le peuple iranien se rappellera toujours de l'hospitalité du peuple français et de l'accueil qui a été réservé à l'imam Khomeini, guide suprême de la Révolution islamique et fondateur de la République islamique d'Iran. Au cours de son séjour de 4 mois, l'imam Khomeini, en poursuivant sa lutte par le biais de discours, d'interviews et d'enregistrements sonores, a guidé la Révolution islamique en Iran et le 11 février 1979, dix jours après son retour triomphal à Téhéran, le monde entier fut témoin de la victoire de la Révolution islamique en Iran. »
Le 25 janvier 2023, la plaque commémorative est dégradée dans le contexte des fortes manifestations qui touchent la république islamique d'Iran depuis l'automne 2022.

## Politique et administration

### Rattachements administratifs et électoraux
Rattachements administratifs
Antérieurement à la loi du 10 juillet 1964, la commune faisait partie du département de Seine-et-Oise. La réorganisation de la région parisienne en 1964 fit que la commune appartient désormais au département des Yvelines et à son arrondissement de Versailles après un transfert administratif effectif au 1er janvier 1968. La commune fait partie de l'arrondissement de Rambouillet. L’organisation juridictionnelle rattache les justiciables de Neauphle-le-Château au tribunal judiciaire de Versailles et au tribunal administratif de Versailles, tous rattachés à la cour d'appel de Versailles.
Rattachements électoraux
Pour l'élection des députés, Neauphle-le-Château fait partie de la douzième circonscription des Yvelines.
Elle fait partie depuis 2014, avec 39 autres communes rurales, du canton d'Aubergenville.
Les personnalités exerçant une fonction élective dont le mandat est en cours et en lien direct avec le territoire de Neauphle-le-Château sont les suivantes :
| Élection             | Territoire                       | Titre                        | Nom                                        | Tendance politique |  | Début de mandat | Fin de mandat |
| -------------------- | -------------------------------- | ---------------------------- | ------------------------------------------ | ------------------ |  | --------------- | ------------- |
| Municipales 2020     | Commune de Neauphle-le-Château   | Maire de Neauphle-le-Château | Élisabeth Sandjivy                         | SE                 |  | mai 2020        | mars 2026     |
| Départementales 2021 | Canton d'Aubergenville           | Conseillers départementaux   | Raphaël Nivoit et Pauline Winocour-Lefèvre | LR                 |  | 2021            | 2028          |
| Législatives 2024    | 12e circonscription des Yvelines | Député                       | Karl Olive                                 | RE                 |  | juillet 2024    | 2029          |

### Intercommunalité

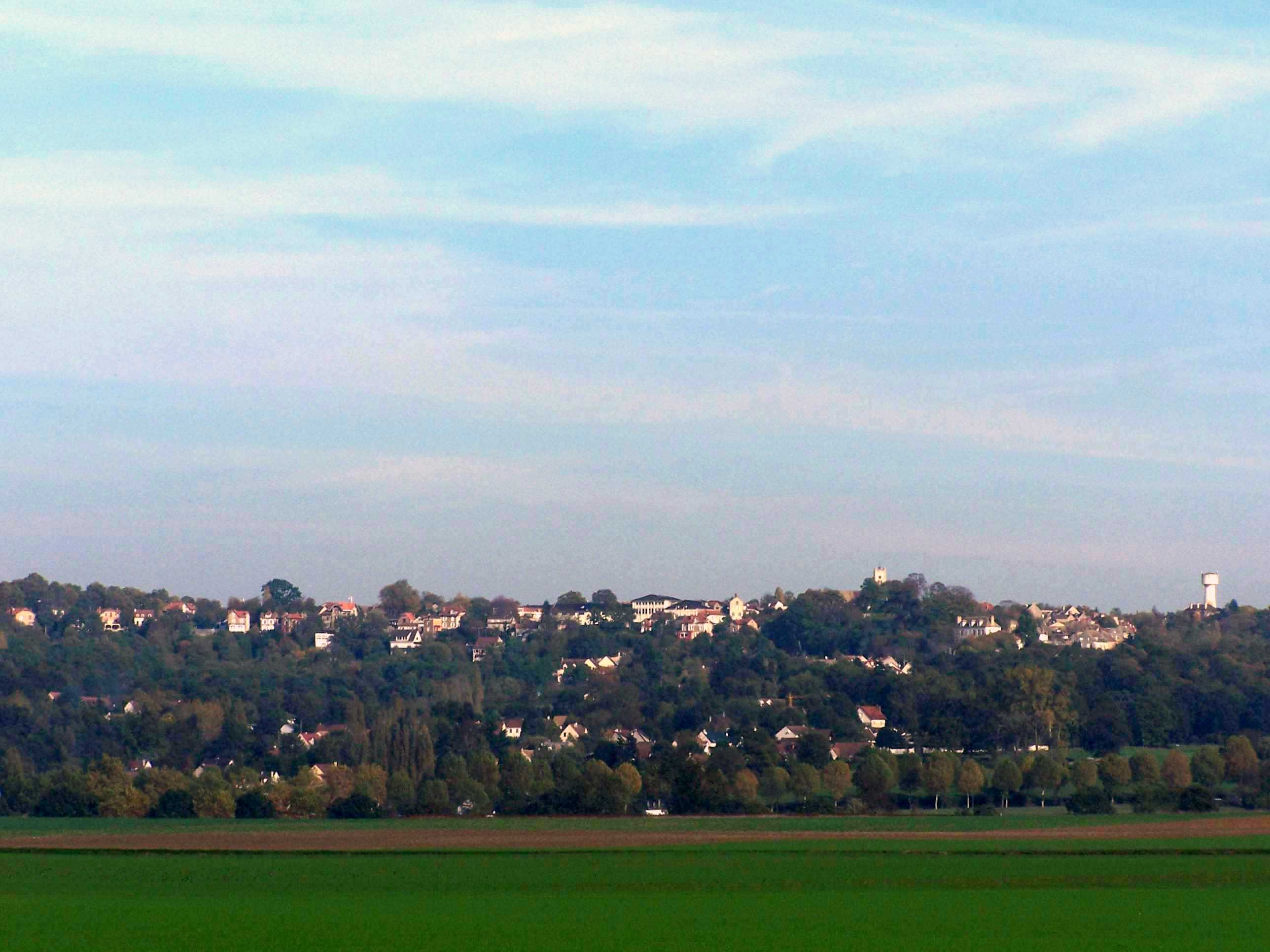
La commune vue de l'ouest.

Logo de la CC Cœur d'Yvelines.

La ville fait partie avec 30 autres communes de la communauté de communes Cœur d'Yvelines, créée en 2004, dont le siège est situé à Saint-Germain-de-la-Grange et dont la commune la plus peuplée est Beynes.

### Tendances politiques et résultats
Élections présidentielles
Résultats des deuxièmes tours :
- Élection présidentielle de 2012[30] : 58,36 % pour Nicolas Sarkozy (UMP), 41,64 % pour François Hollande (PS). Le taux de participation était de 83,32 %.
- Élection présidentielle de 2017[31] : 79,27 % pour Emmanuel Macron (EM!), 20,73 % pour Marine Le Pen (FN). Le taux de participation était de 80,63 %.
- Élection présidentielle de 2022[32] : 73,65 % pour Emmanuel Macron (LREM), 26,35 % pour Marine Le Pen (RN). Le taux de participation était de 80,10 %.

Élections législatives
Résultats des deuxièmes tours :
- Élections législatives de 2012[33] : 59,64 % pour David Douillet (UMP), 40,36 % pour Frédérik Bernard (PS). Le taux de participation était de 57,51 %.
- Élections législatives de 2017[34] : 58,59 % pour Florence Granjus (LREM), 41,41 % pour David Douillet (LR). Le taux de participation était de 47,55 %.
- Élections législatives de 2022[35] : 59,94 % pour Karl Olive (LREM-Ensemble), 40,06 % pour Edwin Legris (EÉLV-NUPES). Le taux de participation était de 50,21 %.
- Élections législatives anticipées de 2024[36] : 50,15 % pour Karl Olive (RE-Ensemble), 27,52 % pour Jean-Louis Mettelet (RN), 22,33 % pour Christophe Massiaux (NFP). Le taux de participation était de 74,65 %.

Élections européennes
Résultats des deux meilleurs scores :
- Élections européennes de 2014[37] : 24,75 % pour Alain Lamassoure (UMP), 15,53 % pour Aymeric Chauprade (FN). Le taux de participation était de 46,23 %.
- Élections européennes de 2019[38] : 34,55 % pour Nathalie Loiseau (LREM), 16,80 % pour Yannick Jadot (EÉLV). Le taux de participation était de 57,60 %.
- Élections européennes de 2024[39] : 23,14 % pour Jordan Bardella (RN), 20,17 % pour Valérie Hayer (Renaissance). Le taux de participation était de 60,89 %.

Élections régionales
Résultats des deux meilleurs scores :
- Élections régionales de 2015[40] : 53,24 % pour Valérie Pécresse (UMP), 34,03 % pour Claude Bartolone (PS). Le taux de participation était de 59,58 %.
- Élections régionales de 2021[41] : 52,48 % pour Valérie Pécresse (DVD), 24,12 % pour Julien Bayou (EÉLV). Le taux de participation était de 37,22 %.

Élections départementales
Résultats des deux meilleurs scores :
- Élections départementales de 2015[42] : 77,56 % pour Laurent Richard et Pauline Winocour-Lefèvre (UMP), 22,44 % pour Élodie Babin et Aleksandar Nikolic (FN). Le taux de participation était de 47,12 %.
- Élections départementales de 2021[43] : 62,64 % pour Laurent Richard et Pauline Winocour-Lefèvre (DVD), 37,36 % pour Léa Delcroix-Bidart et Rachid Zerouali (Divers Ecolo). Le taux de participation était de 37,22 %.

Élections municipales
Résultats des deuxièmes tours ou du premier tour si dépassement de 50 % :
- Élections municipales de 2014[44] : 41,22 % pour Bernard Joppin (DVD), 36,32 % pour Anne-Sophie Saboulard (SE) et 22,46 % pour Olaf Pech (SE). Le taux de participation était de 61,48 %.
- Élections municipales de 2020[45] : 61,23 % pour Élisabeth Sandjivy (SE), 38,77 % pour Agnès Cordonnier (SE). Le taux de participation était de 42,21 %.

### Liste des maires

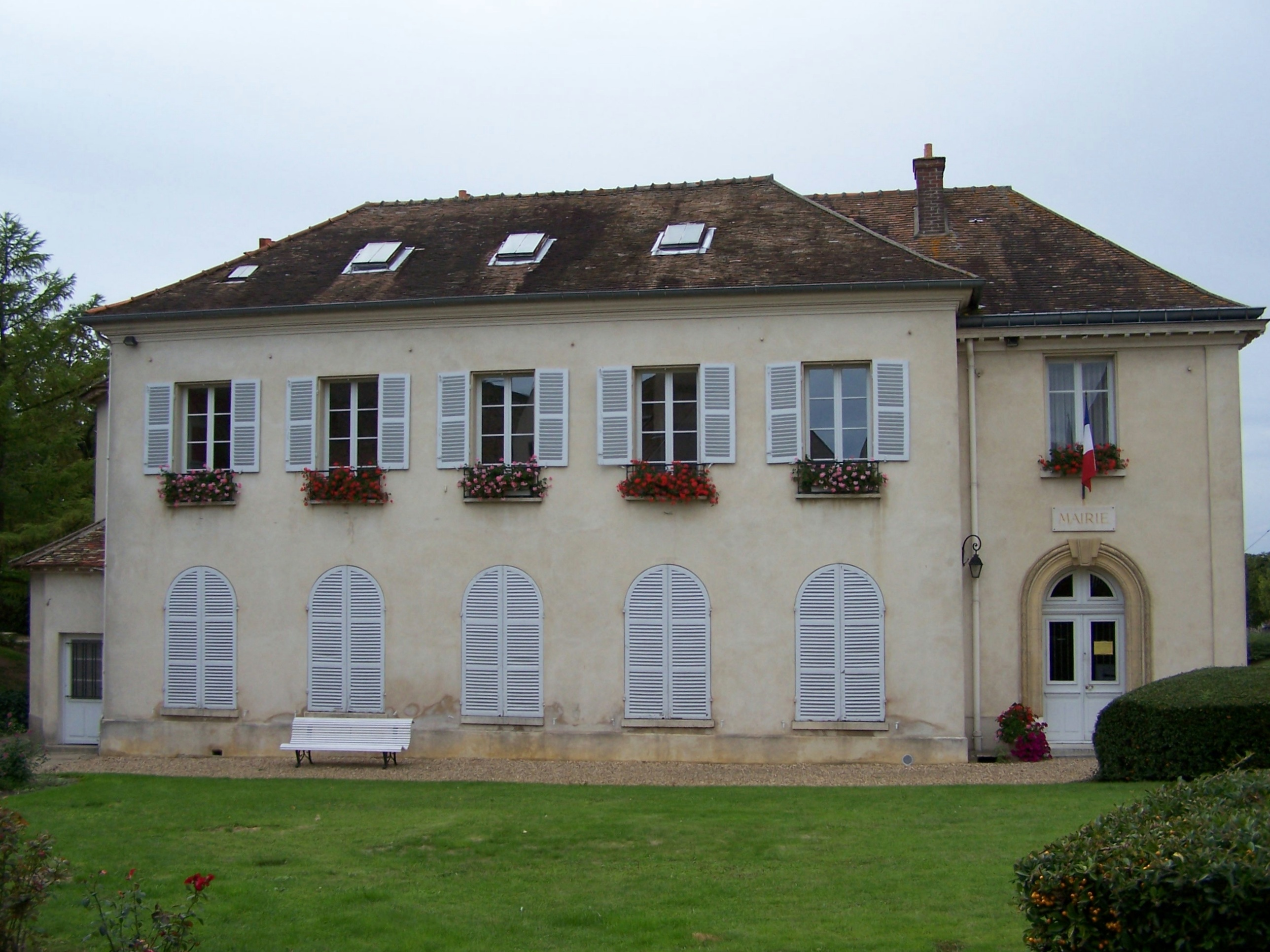
La mairie.

| Période                                  | Période   | Identité                | Étiquette | Qualité |
| ---------------------------------------- | --------- | ----------------------- | --------- | --- |
| 1859                                     | 1865      | Louis-Alcibiade Londeau |           | Pharmacien Démissionnaire |
| Les données manquantes sont à compléter. |           |                         |           | |
| 1947                                     | 1959      | Adrienne Sallandre      |           | Cadre à l'usine Marnier Chevalier de la Légion d'honneur                                                                              |
| Les données manquantes sont à compléter. |           |                         |           | |
| vers 1974                                |           | Michel Duchemin         |           | Notaire |
| mars 1977                                | juin 1995 | Michel Lorieux          |           | |
| juin 1995                                | mars 2001 | Michel Faure            |           | Quincaillier |
| mars 2001                                | mai 2020  | Bernard Joppin          | DVD       | Professeur des universités Président de la CC Cœur d'Yvelines (2004 → 2014) 1er vice-président de la CC Cœur d'Yvelines (2014 → 2020) |
| mai 2020                                 | En cours  | Élisabeth Sandjivy      | SE        | Cadre dans le secteur privé 3e vice-présidente de la CC Cœur d'Yvelines (2020 →)                                                      |
| Les données manquantes sont à compléter. |           |                         |           | |

### Sécurité
La commune dépend de la brigade de gendarmerie  de Jouars-Pontchartrain et du commissariat de police de Plaisir. Le centre de secours du Service départemental d'incendie et de secours le plus proche est situé à Plaisir (à 5 kilomètres de Neauphle).

## Population et société

### Démographie

#### Évolution démographique
L'évolution du nombre d'habitants est connue à travers les recensements de la population effectués dans la commune depuis 1793. Pour les communes de moins de 10 000 habitants, une enquête de recensement portant sur toute la population est réalisée tous les cinq ans, les populations de référence des années intermédiaires étant quant à elles estimées par interpolation ou extrapolation. Pour la commune, le premier recensement exhaustif entrant dans le cadre du nouveau dispositif a été réalisé en 2007.

En 2022, la commune comptait 3 295 habitants, en évolution de +0,06 % par rapport à 2016 (Yvelines : +2,72 %, France hors Mayotte : +2,11 %).
| 1793 | 1800 | 1806 | 1821 | 1831  | 1836  | 1841  | 1846  | 1851  |
| ---- | ---- | ---- | ---- | ----- | ----- | ----- | ----- | ----- |
| 936  | 918  | 814  | 961  | 1 015 | 1 105 | 1 129 | 1 271 | 1 264 |

| 1856  | 1861  | 1866  | 1872  | 1876  | 1881  | 1886  | 1891  | 1896  |
| ----- | ----- | ----- | ----- | ----- | ----- | ----- | ----- | ----- |
| 1 220 | 1 242 | 1 284 | 1 215 | 1 221 | 1 253 | 1 294 | 1 303 | 1 253 |

| 1901  | 1906  | 1911  | 1921  | 1926  | 1931  | 1936  | 1946  | 1954  |
| ----- | ----- | ----- | ----- | ----- | ----- | ----- | ----- | ----- |
| 1 303 | 1 237 | 1 228 | 1 111 | 1 219 | 1 176 | 1 135 | 1 123 | 1 338 |

| 1962  | 1968  | 1975  | 1982  | 1990  | 1999  | 2006  | 2007  | 2012  |
| ----- | ----- | ----- | ----- | ----- | ----- | ----- | ----- | ----- |
| 1 301 | 1 558 | 1 952 | 2 151 | 2 499 | 2 771 | 2 948 | 2 973 | 3 044 |

| 2017  | 2022  | - | - | - | - | - | - | - |
| ----- | ----- | - | - | - | - | - | - | - |
| 3 373 | 3 295 | - | - | - | - | - | - | - |

#### Pyramide des âges
En 2018, le taux de personnes d'un âge inférieur à 30 ans s'élève à 38 %, ce qui est égal à la moyenne départementale (38 %). À l'inverse, le taux de personnes d'âge supérieur à 60 ans est de 21,1 % la même année, alors qu'il est de 21,7 % au niveau départemental.
En 2018, la commune comptait 1 664 hommes pour 1 721 femmes, soit un taux de 50,84 % de femmes, légèrement inférieur au taux départemental (51,32 %).
Les pyramides des âges de la commune et du département s'établissent comme suit.
| Hommes | Classe d’âge | Femmes |
| ------ | ------------ | ------ |
| 0,4    | 90 ou +      | 0,6    |
| 5,8    | 75-89 ans    | 6,6    |
| 14,7   | 60-74 ans    | 14,2   |
| 17,7   | 45-59 ans    | 19,2   |
| 22,5   | 30-44 ans    | 22,1   |
| 18,3   | 15-29 ans    | 17,5   |
| 20,5   | 0-14 ans     | 19,8   |

| Hommes | Classe d’âge | Femmes |
| ------ | ------------ | ------ |
| 0,6    | 90 ou +      | 1,4    |
| 6      | 75-89 ans    | 7,8    |
| 13,5   | 60-74 ans    | 14,8   |
| 20,7   | 45-59 ans    | 20,1   |
| 19,6   | 30-44 ans    | 19,9   |
| 18,5   | 15-29 ans    | 16,8   |
| 21,2   | 0-14 ans     | 19,2   |

## Économie

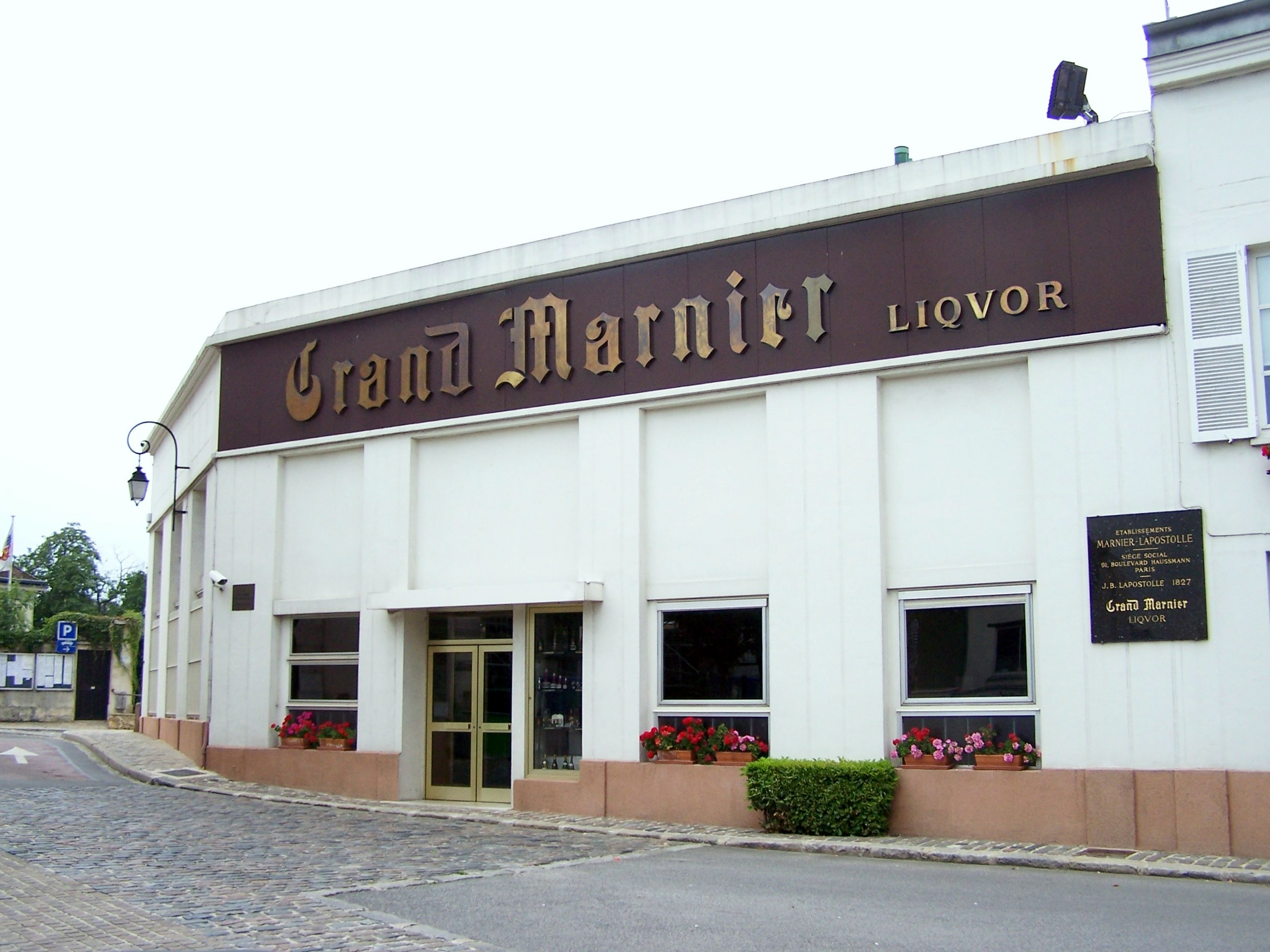
Les bureaux de l'usine Grand Marnier.

Commune principalement résidentielle, Neauphle compte essentiellement des commerces de proximité. Un marché local se tient également le matin les lundis et vendredis. 
Le bassin de l'aire urbaine de Paris est aisément accessible depuis Neauphle, notamment les zones d'emplois de Vélizy-Villacoublay, de Saint-Quentin-en-Yvelines, du plateau de Saclay et des principaux quartiers d'affaires parisiens.
Neauphle se situe à proximité d'un petit pôle commercial (Le Pontel, situé sur la commune de Villiers-Saint-Frédéric) et de deux centres commerciaux de plus grande importance situés à Plaisir (Mon Grand Plaisir et Grand Plaisir).
Historiquement, l'usine Grand Marnier était installée sur le territoire communal en plein centre-ville. Cette distillerie, construite en 1827, produisait environ dix millions de litres de Grand Marnier par an. Toutefois elle a fermé en juin 2012, date à laquelle la production a été transférée sur un autre site du groupe Marnier-Lapostolle à Bourg-Charente. Le transfert a été motivé par des contraintes environnementales et des normes de sécurité.

## Enseignement
La commune relève de l'académie de Versailles. Les écoles sont gérées par l’inspection générale de l'inspection départementale de l’Éducation nationale de Versailles.
Neauphle-le-Château possède :
- une école maternelle publique : Les Petites Friches ;
- une école élémentaire publique : Émile-Serre.

Le collège public le plus proche est situé à Jouars-Pontchartrain (Saint-Simon) et le lycée est à Villiers-Saint-Frédéric (Eugène-Viollet-le-Duc).
Des sections internationales sont également implantées à Montigny-le-Bretonneux (École japonaise de Paris), Buc (Lycée franco-allemand de Buc) et Saint-Germain-en-Laye (Lycée international de Saint-Germain-en-Laye). Les établissements universitaires sont situés à Paris et Versailles Saint-Quentin-en-Yvelines.

## Santé
Une maison médicale de santé se trouve à Neauphle-le-Château. La commune dépend du Centre Hospitalier de Versailles. L'hôpital de Plaisir effectue des consultations mais il ne dispose pas de service d'urgence.
Des centres de secours du SDIS des Yvelines sont implantés à Plaisir et à Méré.

## Sports

### Clubs
- Le club de tennis de Neauphle-Le-Château.
- Le RC 78, équipe de football.
- Le Cercle Neauphléen de Marche Nordique, Parcours Santé et Détente.

### Équipements sportifs
- Deux stades de football ;
- sept courts de tennis (dont 3 couverts) :
  - 2 quiks,
  - 2 terre battue,
  - 3 résine (couverts) ;
- 1 citystade ;
- 1 skatepark.

## Lieux et monuments

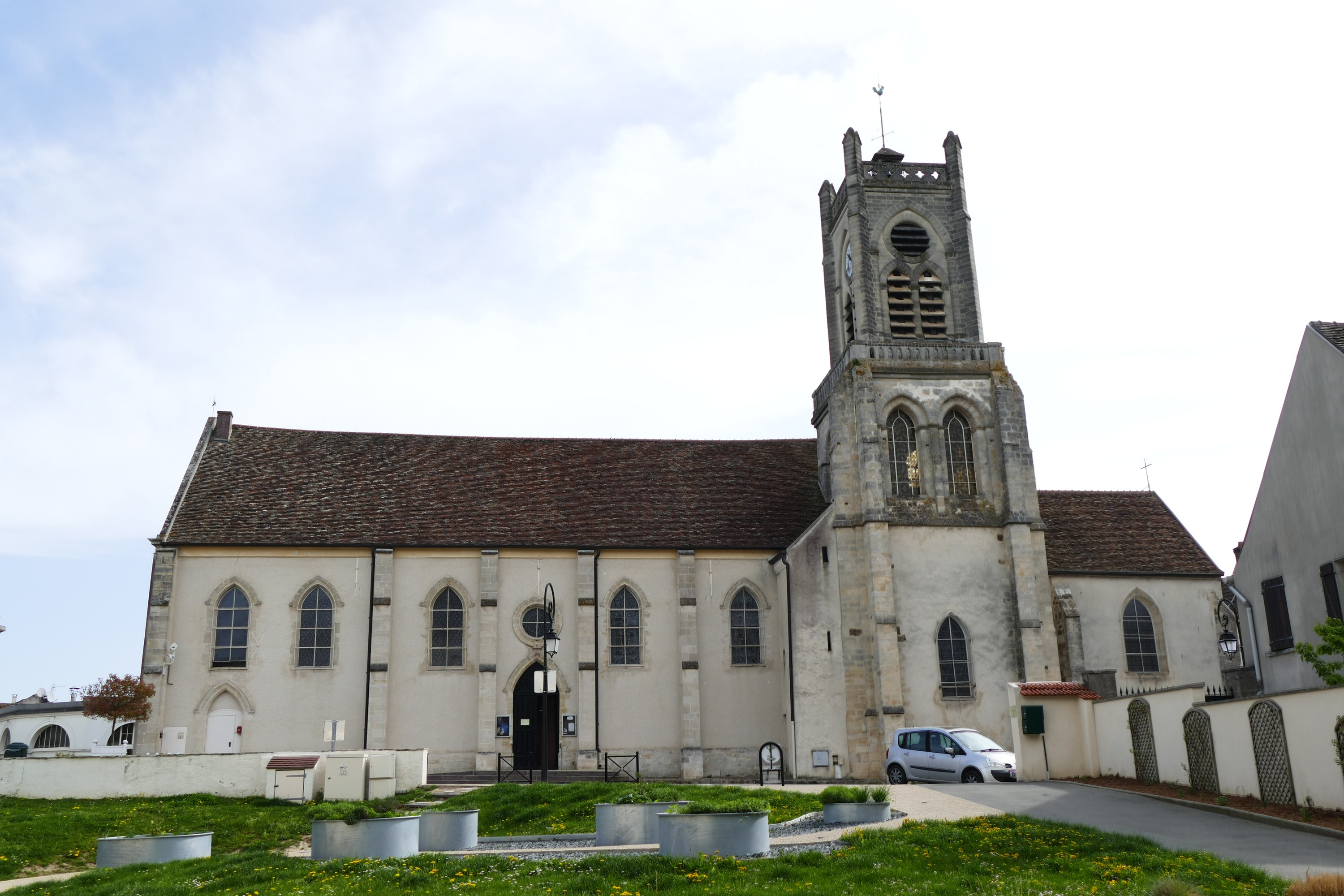
L'église Saint-Nicolas.

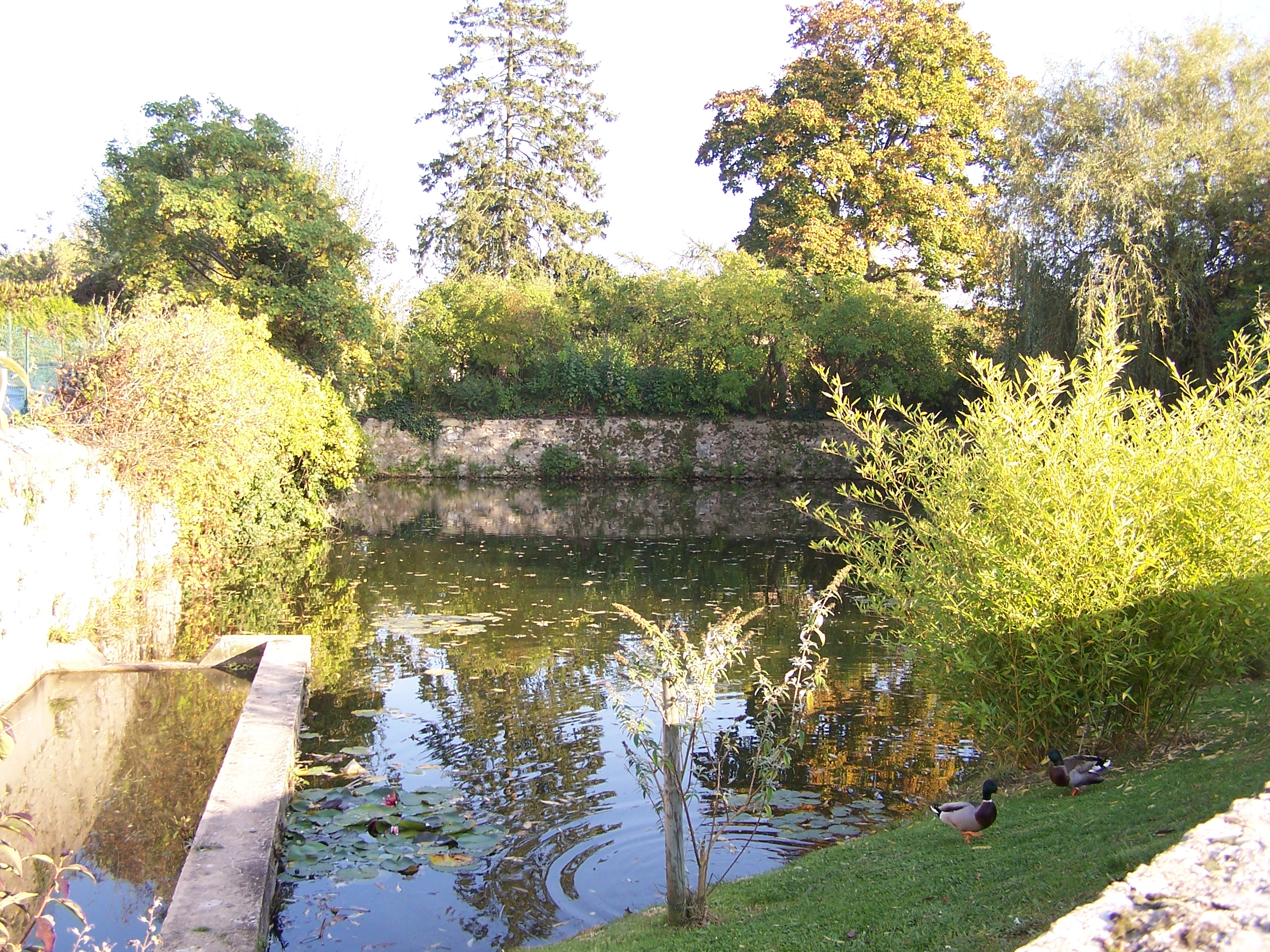
Mare des Coulons.

### Patrimoine culturel
- Saint-Nicolas-de-Neauphle est une église datant du XIIe siècle, édifiée sous l'égide de Simon III de Montfort, restaurée au XVe siècle après les dommages subis au cours de la guerre de Cent Ans et dont la façade et la nef ont été reconstruites après un incendie au XVIIe siècle. L'ensemble a été restauré au milieu du XIXe siècle et à nouveau dans les années 1980-1990.
- La Distillerie Grand Marnier est un bâtiment industriel datant du XIXe siècle. Depuis les années 2020, elle fait l'objet de restaurations pour accueillir des commerces et des logements.

### Patrimoine naturel
- Parc municipal Saint-Martin
- Mare des Coulons
- Forêt de Sainte-Apolline, au sud-est de la commune
- Plaine agricole céréalière, au nord de la commune
- Parc naturel régional de la Haute Vallée de Chevreuse, à l'extrémité sud de la commune

## Activités festives et culturelles
- Brocante.
- Marché d'automne.
- Événements ponctuels (bibliothèque, expositions, concerts dans l'église Saint-Nicolas, Halloween, Noël, etc.
- Événements organisés par l'ASLC (Association Sports Loisirs Culture).

## Cinéma

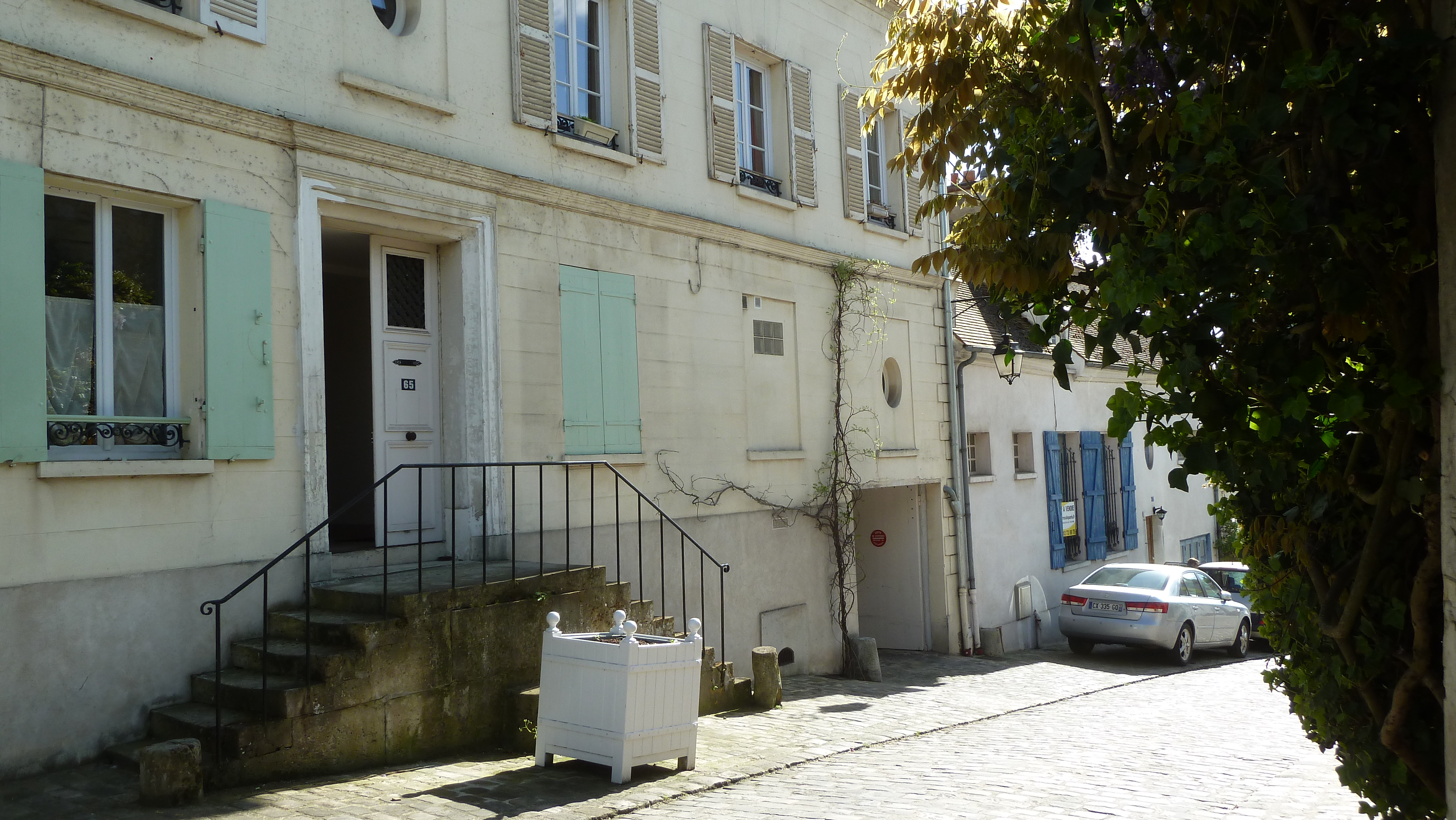
"la maison du docteur Knock" dans la Grande Rue.

- Knock (1950-1951), réalisé par Guy Lefranc avec Louis Jouvet a été tourné dans la commune : les extérieurs ont été filmés à la Gare, dans la Grande Rue pour "la maison du docteur Knock" et sur la place du village.
- Le jour le plus long (1962), film américain avec John Wayne : une scène a été tournée de nuit devant le "Bazar de Neauphle" (« la boutique bleue »[Note 5]), le clocher de l'église Saint-Nicolas en fond de décor.
- Les Choses de la vie (1970), réalisé par Claude Sautet a été tourné dans l'ancienne poste et au carrefour Grande Rue / route de Saint-Germain.
- … Comme la lune (1977), réalisé par Joël Séria : plusieurs scènes ont été tournées dans des commerces établis autour de la place du Marché. Le personnage joué par Jean-Pierre Marielle vient consommer dans le Café des Sports, qui existe toujours en 2023 au même emplacement (au no 4 de la place), et sa compagne jouée par Sophie Daumier tient la Boucherie du Marché, alors sise à l'actuel no 9 de la Grande Rue. Le couple réside au numéro situé à gauche de ce commerce aujourd'hui disparu (le portail d'entrée en fer de l'habitation est toujours présent). En 2023, une boucherie est toujours établie à quelques mètres, sur le même côté de la place, au no 13 de la Grande Rue.
- Les Couloirs du temps : Les Visiteurs 2 (1998), réalisé par Jean-Marie Poiré : plusieurs scènes ont été filmées dans les rues Traversière et dans la Grande Rue.
- Deux Jours à tuer (2008), réalisé par Jean Becker.
- Irène (2009), réalisé par Alain Cavalier a été tourné en partie dans la maison de Michèle Manceaux, au 8 Rue de la Gouttière.

## Personnalités liées à la commune
.

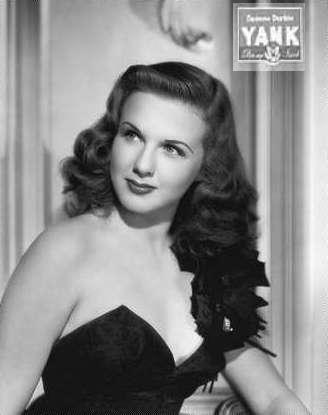
Deanna Durbin (1921-2013), actrice franco-canadienne ayant vécu à Neauphle-le-C.

- Simon III de Montfort (1117-1181), seigneur de Montfort-l'Amaury, à l'origine de l'édification de l'église Saint-Nicolas.
- Nicolas Potier de Novion (1618-1693), magistrat, a été châtelain de Neauphle.
- Étienne Henri Christophe Nayrod (1728-?), général des armées de la République, est né dans la commune.
- Paul-Adrien Gouny (1852-1926), architecte français, est né dans la commune.
- Louis-Alexandre Marnier-Lapostolle (1857-1930), homme d'affaires, a créé la marque de liqueur Grand Marnier en 1880 à Neauphle-le-Château.
- Pierre Traverse (1892-1979), sculpteur, habita et décéda en cette commune le 4 juillet 1979.
- Rouhollah Khomeini (1902-1989), dignitaire religieux et ayatollah iranien, a vécu en exil à Neauphle-le-Château entre octobre 1978 et janvier 1979.
- Marguerite Duras (1914-1996), écrivaine, a longtemps habité à Neauphle-le-Château où elle avait acquis une maison près de la place Mancest.
- Michel Chrestien (1915-1991), né Jacques Silberfeld écrivain et traducteur, (notamment de Vladimir Nabokov, Hannah Arendt ou Norman Mailer) a vécu dans la commune, route de Chevreuse.
- Deanna Durbin (1921-2013), comédienne canado-française et star de Hollywood dans les années 1930, a habité dans la commune avec son mari Charles David (1906-1999).
- Madeleine Chapsal (1925-2024), écrivaine, a habité Neauphle-le-Château, rue de la Gouttière et l'évoque dans plusieurs de ses livres dont Dans mon jardin.
- Françoise Spira (1928-1965), comédienne, a habité rue de la Gouttière et est décédée dans la commune.
- Michèle Manceaux (1933-2015), journaliste et écrivaine, a habité Neauphle-le-Château et relate ses souvenirs de sa maison, 8 rue de la Gouttière, dans l'ouvrage La Dernière à gauche en montant, NiL, 2010[57].
- Rufus (1942), acteur et comédien, habite à Neauphle.
- Jean-Christophe Boullion[58] (1969), pilote automobile
- Gilles Alfera, né Gilles Ferrand, (1940), peintre et graveur français inspiré des paysages façonnés par l'homme et de symbolique traditionnelle. A son atelier Grande Rue depuis 1966, propriété familiale.  Outre la peinture et la gravure, il se consacre également à l’édition de livres d’artiste, souvent inspirés de textes fondateurs, mystiques ou métaphysiques, ainsi qu’à la poésie.
- Me Rémi Ader (1943), commissaire-priseur fondateur d'une des principales maisons de ventes aux enchères en France (la Société ADER NORDMANN, groupe DROUOT). Créée en 1692, elle est en 1950, la maison de vente aux enchères la plus importante en France. Rejointe en 1972, par Maîtres Picard et Tajan, la société réalise pendant plus de 20 ans, un tiers du chiffre d’affaires des commissaires-priseurs de Paris. Suite à la crise du marché de l’art en 1991, le trio est dissout et Maitre Rémi Ader reste seul à la direction d’ADER. En 2004 il s’associe avec Maître David Nordmann et en 2016, il cède ses parts à Maître Xavier Dominique. Habite à Neauphle-Le-Château.
- André Mandouze (1906-2016), historien catholique et laïc convaincu, Médaille de la Résistance française (24 avril 1946), fondateur de la revue Témoignage chrétien. Avait une résidence secondaire à Neauphle-le-Château rue Marius Minard. Avec d'autres intellectuels catholiques comme François Mauriac, Louis Massignon, Henri Guillemin, Henri-Irénée Marrou (son maître en augustinisme), Pierre-Henri Simon, il s'élève contre la torture, dans Esprit, Le Monde, France-Observateur, l'Express, Témoignage chrétien.